# Hide Away
Pour les articles homonymes, voir Hideaway.
Singles de Freddy King
You've Got to Love Her with a Feeling
(1960) Lonesome Whistle Blues
(1961)
Hide Away ou Hideaway est un morceau de blues instrumental à la guitare, devenu « un standard pour d'innombrables musiciens de blues et de rock ». Enregistré pour la première fois en 1960 par Freddie King, ce morceau est devenu un hit des palmarès R&B. Depuis lors, il est interprété et enregistré par de nombreux musiciens de blues ou autres, et est distingué par le Rock and Roll Hall of Fame, le Grammy Hall of Fame et le Blues Hall of Fame. 

## Origines
Hide Away est attribué à Freddie King et Sonny Thompson (pianiste et manager A&R chez Federal Records). Cependant, lors d'une interview, Freddie King déclare que Hide Away provient d'une chanson de Hound Dog Taylor appelée Taylor's Boogie. Shakey Jake Harris, un harmoniciste ayant joué avec Magic Sam, se souvient : 
« À cette époque, Sam et moi jouions au Mel's Hideaway (le Mel's Hide Away Lounge, un club de blues de Chicago où se produisaient de nombreux musiciens de blues de l'époque). C'est de là que vient Hide Away de Freddie King. Nous l'avons volé à Hound Dog Taylor et Freddie King nous l'a volé. C'était notre chanson thème. C'était la chanson thème de Magic Sam. Et ainsi Freddie King entrait et jouait avec nous jusqu'à ce qu'il apprenne cette chanson. »
Magic Sam enregistre une variante de la chanson, Do the Camel Walk, en 1961. 
Dans son autobiographie, Willie Dixon prétend avoir trouvé le titre Hideaway. Il poursuit en disant que « le gars qui a vraiment écrit Hideaway était ce gars appelé Irving Spencer, celui avec lequel je jouais sur Madison Street, c'était sur le premier enregistrement de Koko Taylor. Il jouait ce Hideaway depuis des années avant que quiconque n’y prête attention ». Dixon affirme également que Freddie King avait déjà enregistré Hideaway pour Cobra Records, mais aucun de ses travaux pour Cobra n'a jamais été publié. 

## Version de Freddie King
Freddie King admet que Hide Away contient des éléments de plusieurs chansons, mais arrangés à sa sauce. En commençant par la chanson de Hound Dog Taylor. Il déclare ensuite « avoir eu une idée de ces breaks et des trucs dedans ». Il reconnait à Robert Jr. Lockwood d’avoir inspiré « l’accord diminué que j’avais utilisé pour le break » et « la chose que j’y ai mise comme The Walk. Cela vient d'une des chansons de Jimmy McCracklin, vous savez, j'ai tout balancé dedans comme ça. En ai fait une chose commerciale. Mais - ça a marché ». Freddie King ajoute également une section du thème de Peter Gunn, une série télévisée populaire de l’époque. Bill Willis, qui joue de la basse lors de la session d’enregistrement, se souvient de la réplique utilisée par King dans cette section : « Il (King) jouerait - comme lorsque nous avions joué Peter Gunn dans Hide Away — et juste avant de commencer, il prendrait sa main et la pointerait comme un pistolet sur nous. "Okay, we're going into Peter Gunn" ». La section suivante présente une figure de guitare similaire à celle de Guitar Boogie Shuffle, un hit instrumental de guitare de 1959. 
Hide Away  est enregistré en 1960, avec Freddie King à la guitare, Sonny Thompson au piano, Bill Willis à la basse et Philip Paul à la batterie. L'année suivante, il reste 19 semaines dans le palmarès Rhythm and blues du magazine Billboard, où il se hisse à la 5e place. La chanson atteint également le numéro 29 du Billboard Hot 100, ce qui en fait l’un des meilleurs résultats dans le classement pop par un artiste de blues. Le morceau est intégré dans son album instrumental de 1961, Let's Hide Away and Dance Away with Freddy King. Il enregistre une version actualisée de Hide Away dans son album de 1969, Freddie King Is a Blues Master.

## Autres versions

### Johan Mayall avec Eric Clapton
En 1963, Eric Clapton est initié à Hide Away (ainsi qu'à la chanson I Love the Woman de la face B du single) par Tom McGuinness, son acolyte dans le groupe The Roosters. Plus tard, en 1966, il enregistre Hideaway pour l'album de John Mayall Blues Breakers with Eric Clapton. Cette version ressemble à l'original, mais avec un arrangement de section rythmique plus jazz et plus d'improvisation de la part de Clapton, notamment un riff dans le style d'Elmore James. La section Peter Gunn est supprimée au profit d'une interprétation libre de Baby Elephant Walk. L'album est populaire en Angleterre, où il atteint le 6e rang du UK Albums Chart. Clapton le qualifie d'« album de la découverte qui a vraiment attiré l'attention des gens sur mon jeu » et où il développe sa signature du son saturé de sa guitare Les Paul. 

### Grateful Dead
Grateful Dead joue le morceau de Freddy King a de nombreuses reprises lors de ses concerts. Le plus souvent, le groupe de Jerry Garcia intègre un extrait de Hideaway dans une de ses propres compositions, généralement la chanson Truckin'. On peut l'entendre dans l'album Dick's Picks Volume 12. Ils la jouent également lors de la tournée avec Bob Dylan en 1987. Dans le coffret View from the Vault IV, sur la chanson C.C. Rider, Garcia joue la mélodie de Hide Away à la guitare pendant que Dylan chante.
Par ailleurs, ils interprètent deux fois le morceau en entier : la première lors d'un concert au Harding Theater de San Francisco le 7 novembre 1971, et la seconde au Shoreline Amphitheater à Mountain View (Californie) en 1989.
Dans le coffret All Good Things: Jerry Garcia Studio Sessions se trouve une jam session de Hey Bo Diddley / Hide Away par le Jerry García Band.
The Allman Brothers Band improvisent une longue version de Hide Away lors de leur concert du nouvel an 1973, avec leurs invités Jerry Garcia, Bill Kreutzmann et Boz Scaggs.

### Stevie Ray Vaughan & Double Trouble
Au début de sa carrière avec Double Trouble, Stevie Ray Vaughan joue souvent Hide Away sur scène. Une version, jointe à Rude Mood, une composition instrumentale de Vaughan, est interprétée au Montreux Jazz Festival en juillet 1982 et est incluse dans son album Live at Montreux 1982 & 1985. Un enregistrement studio de Vaughan est inclus dans la version remasterisée en 1999 de son album de 1984, Couldn't Stand the Weather. Au cours de Stevie Speaks (une interview de Vaughan sur cet album), il cite cette chanson en exemple pour parler de la façon dont les choses ordinaires de la vie quotidienne inspirent les musiciens.

### Autres reprises
Parmi les nombreux artistes ayant interprété cette chanson, on compte notamment :
- 1978 : Buddy Guy et Junior Wells sur l'album Live at Montreux
- 1988 : The Jeff Healey Band sur See the Light
- 1998 : Johnny Winter, sur Live in NYC '97
- 2016 : Joe Bonamassa, sur Live at the Greek Theatre

D'autres encore l'interprètent sur scène, en différentes occasions, parmi lesquels Muddy Waters, Luther Allison, Albert Collins, Tom Petty and the Heartbreakers, Ron Wood avec Bo Diddley, etc.

## Reconnaissance
En 1995, le Rock and Roll Hall of Fame classe Hide Away parmi les « 500 chansons qui ont façonné le rock and roll ». La chanson reçoit un Grammy Hall of Fame Award en 1999 et en 2007 a été intronisée au Hall of Fame de la Blues Foundation dans la catégorie Classic of Blues Recording. Dans une critique du titre pour AllMusic, Bill Dahl commente : « Aucun groupe de blues respectable n’oserait monter sur scène sans avoir Hide Away dans son arsenal comme principale chanson de break instrumental. Son groove galopant et sa mélodie cinglante sont si reconnaissable qu'il a régné pendant des décennies en tant que blues set-closer ». Il ajoute que l'intérêt pour cet instrumental va au-delà du blues et est souvent interprété par des groupes de surf music. 